# Rabén & Sjögren
Rabén & Sjögren este o editură de carte din Suedia, specializată în publicarea de cărți pentru copii și tineret.

## Istoric
Compania editorială Rabén & Sjögren a fost înființată în 1942 de Hans Rabén⁠(d) (1905–1988) și Carl-Olof Sjögren⁠(d) (1906–1979). Editura a fost cumpărată în 1948 de federația cooperatistă Kooperativa Förbundet⁠(d) și a fuzionat în 1958 cu editura KF:s förlag. În 1997 KF a cumpărat editura Norstedts⁠(d) și a fost format în anul următor grupul Norstedts Förlagsgrupp⁠(d), care include astăzi Rabén & Sjögren. Editura are ca subsidiare companiile Tidens förlag și Citadel.

## Activitatea editorială
Editura și-a concentrat activitatea pe publicarea de literatură pentru copii și tineret⁠(d) și a obținut un mare succes prin publicarea cărților lui Astrid Lindgren (1907–2002). Colaborarea editurii cu Lindgren a început când a publicat cartea ei de debut, Britt-Mari lättar sitt hjärta⁠(d) (1944), care a ocupat locul al doilea la un concurs de cărți pentru fete anunțat de editură în 1944. Astrid Lindgren a lucrat ca redactor al editurii în perioada 1947–1970 și a întâlnit-o acolo în 1953 pe ilustratoarea Ilon Wikland⁠(d), cu care a colaborat timp de câteva decenii. Ea a publicat ulterior aici cartea Bröderna Lejonhjärta⁠(d) (1973).
Alți autori publicati de editură sunt Enid Blyton, Jostein Gaarder, Anders Jacobsson⁠(d), Sören Olsson⁠(d), Viveca Lärn⁠(d), Gunilla Bergström⁠(d), Ove Allansson⁠(d), Svante Foerster⁠(d), Hans O. Granlid⁠(d), Birger Norman⁠(d), Inger Edelfeldt⁠(d), Inger⁠(d) și Lasse Sandberg⁠(d), Mårten Sandén⁠(d), Paul-Jacques Bonzon⁠(d), Lennart Hellsing⁠(d), Niklas Krog⁠(d), Barbro Lindgren⁠(d), Per Nilsson⁠(d), Mari Kjetun⁠(d), Hans Peterson⁠(d) și Edith Unnerstad⁠(d).
Rabén & Sjögren a publicat, printre altele, Svenskt författarlexikon⁠(d) („Dicționarul autorilor suedezi”), un dicționar bibliobiografic al autorilor de limbă suedeză în zece volume, care a apărut între anii 1942 și 1981.